# Rhynchostegium gracilipes
Rhynchostegium gracilipes är en bladmossart som beskrevs av Thériot 1924. Rhynchostegium gracilipes ingår i släktet näbbmossor, och familjen Brachytheciaceae. Inga underarter finns listade i Catalogue of Life.